# Craniosynostose
Les craniosynostoses ou craniosténoses sont des pathologies en rapport avec une soudure prématurée d'une ou plusieurs sutures crâniennes. Cette pathologie intervient dès la vie fœtale.

## Incidence
1 sur 2 500 naissances.

## Typologie

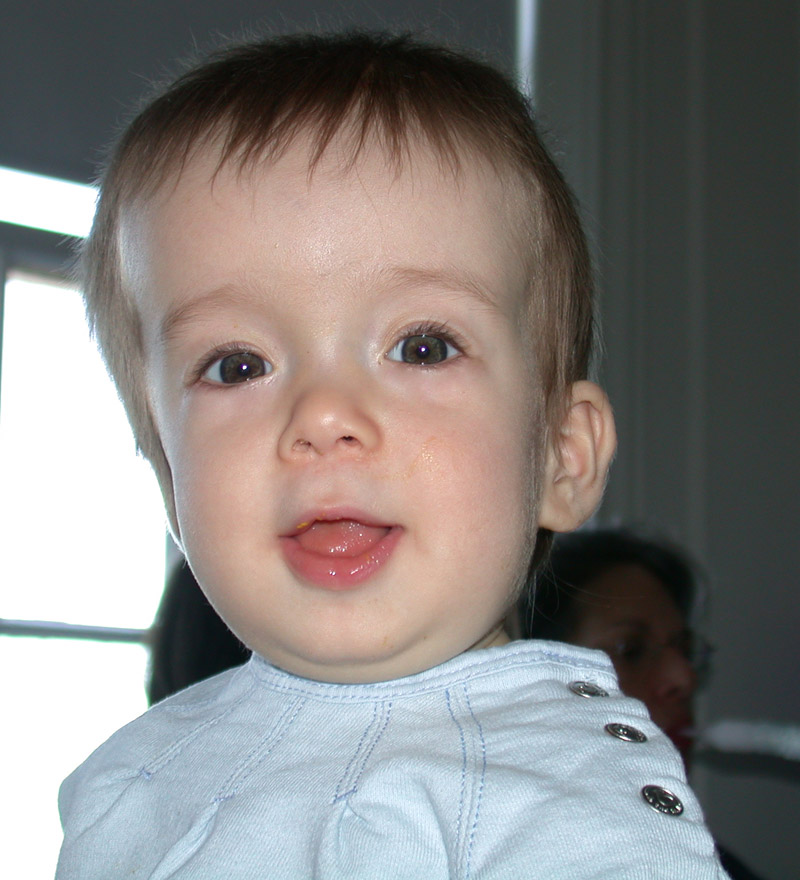
Exemple de craniosynostose.

### Craniosynostose primaire
- Représente la très grande majorité des craniosynostoses.
- Due à un défaut d’ossification sans autre anomalie, la croissance du crâne entraîne une déformation parallèle à la suture impliquée.

### Craniosynostose secondaire
- Due à un arrêt de la croissance du cerveau, le patient présente une microcéphalie avec souvent un retard mental. Ces craniosynostoses se voient souvent aussi dans les maladies métaboliques sévères.
- Suspicion de risque statistiquement augmenté de craniosténose chez le nourrisson secondairement à la prise par la mère d'un traitement antidépresseur par inhibiteur sélectif de la recapture de la sérotonine : résultat d'une enquête téléphonique portant sur les prises médicamenteuses maternelles durant la grossesse et le mois la précédant[1].

### Craniosynostose syndromique
- Représente 15 % des craniosynostoses.
- La craniosynostose est associée avec d’autres anomalies du corps. Il existe plus de 150 syndromes comportant une craniosynostose[2].

#### Craniosynostoses par mutation des gènes FGFR
- Ce groupe est en rapport avec la mutation d'un gène FGFR. Ces craniosynostoses sont souvent associées avec des anomalies des pieds et des mains, regroupés sous le terme générique d’acrocéphalosyndactylie. Toutes sont des maladies à transmission autosomique dominante.

1. Syndrome de Pfeiffer : Mutation du gène FGFR1 et FGFR2
2. Syndrome de Jackson-Weiss (en) : Mutation du gène FGFR2
3. Syndrome d'Apert : Mutation du gène FGFR2
4. Syndrome de Beare-Stevenson (en) : Mutation du gène FGFR2
5. Syndrome de Crouzon : Mutation du gène FGFR2
6. Syndrome de Crouzon avec acanthosis nigricans : Mutation du gène FGFR3
7. Syndrome de Muenke : Mutation du gène FGFR3

| Signes      | Pfeiffer       | Jackson-Weiss | Apert                     | Beare-Stevenson | Crouzon | Crouzon avec acanthosis nigricans | Muenke          |
| Pouce       | Large dévié    | Normal        | Parfois fusion aux doigts | Normal          | Normal  | Normal                            | Normal          |
| Main        | Doigts courts  | Variable      | Syndactylie               | Normal          | Normal  | Normal                            | Fusion du carpe |
| Gros orteil | Large dévié    | Large dévié   | Fusion aux orteils        | Normal          | Normal  | Normal                            | Large           |
| Pied        | Orteils courts | Tarse anormal | Syndactylie               | Normal          | Normal  | Normal                            | Fusion du tarse |

#### Craniosynostoses par mutation d’autres gènes

##### Par mutation du gène MSX2
- Craniosynostose type Boston

##### Par mutation du gène TWIST
- Syndrome de Saethre-Chotzen

##### Par mutation du gène PHEX
- Hyphosphatémie liée à l'X[3]

#### Autres craniosynostoses syndromiques
- Syndrome de Antley-Bixler
- Syndrome de Baller-Gerold
- Syndrome de Colle-Carpenter
- Dysplasie cranio fronto nasale
- Syndrome d’Opitz
- Craniosynostose type Philadelphia
- Syndrome de Shprintzen-Goldberg

## Complications
Elles sont possibles et varient selon l'importance de la craniosynostose.

## Prise en charge
La prise en charge de cette pathologie doit être faite dans des centres spécialisées dans le traitement des craniosynostoses.

## Principe de traitement des principalesanomalies craniofaciales
Les cicatrices visibles sont évitées au maximum. L'abord principal du squelette craniofacial s'effectuera au travers des cheveux. Les cheveux ne sont pas rasés. Une longue incision est faite d'une oreille à l'autre, assez loin en arrière, en zigzag sur les tempes. On obtient ainsi un bon accès aux zones à corriger et la cicatrice finale est pratiquement invisible.
Une ouverture supplémentaire est effectuée assez souvent au niveau des paupières, sans aucune cicatrice si l'incision est faite à l'intérieur, ou avec une cicatrice presque invisible sous les cils. Parfois une ouverture est faite également à l'intérieur de la bouche, au travers de la muqueuse de la lèvre supérieure.
Dans quelques cas de malformations importantes du nez, une incision sur l'arête nasale pour enlever un excédent de peau ou corriger une déformation, est nécessaire. Très exceptionnellement, une incision sur le front, les paupières, ou les joues peut être également nécessaires.

## Craniosténoses - remodelage frontocrânien
Le crâne déformé va être corrigé en déposant les parties anormales et en les remettant en place après correction, fixées précisément en bonne position.
Une technique différente est utilisée pour chaque type de craniosténose.
A contrario, la déformation burgonde (qui est une craniosténose volontaire) a été pratiquée pour des motifs esthétiques par certains peuples d'Europe centrale à l’époque des Grandes invasions.

## Principaux types de craniosténoses

### Brachycéphalie
(front reculé et vertical)
Un avancement de la partie supérieure des orbites est réalisé, et le front est replacé au-dessus. Correction précoce d'une brachycéphalie : front et bandeau orbitaire sont déposés et avancés de 20 mm. Les fixations sont faites au niveau du massif facial et du front.

### Oxycéphalie
Dans le cas d'une oxycéphalie (en) (front basculé en arrière et sommet du crâne pointu), il s'agit habituellement d'une déformation tardive, apparaissant entre 3 et 5 ans. La correction est obtenue par la bascule et l'avancement de la partie supérieure des orbites et la correction frontale.

### Plagiocéphalie
Dans le cas d'une plagiocéphalie (asymétrie du front, des orbites, du nez), une correction bilatérale est effectuée, en avançant le côté reculé et en reconstruisant un front - en une pièce - en position normale.

### Scaphocéphalie
Dans le cas d'une scaphocéphalie (rétrécissement transversal et élongation) :
- pendant les premiers mois de vie, une simple intervention d'élargissement de la partie centrale sténosée du crâne est suffisante ;
- plus tard, et dans quelques formes sévères, un remodelage frontal et postérieur doit également être réalisé.

### Trigonocéphalie
(front triangulaire avec une crête médiane)
Le front est corrigé en redressant le bord supérieur des orbites et en reconstruisant un front plat.

## Avancement de la face
- Le plus souvent il s'agit d'avancer toute la partie moyenne de la face, le nez, les pommettes, et les dents supérieures. On réalise une ostéotomie dite « Le Fort III ».
- Parfois, on réalise un « Le Fort II » qui laisse en place le nez quand celui-ci est en bonne position.
- Un « Le Fort I » n'avance que les dents et le maxillaire supérieur. Il s'effectue uniquement par l'intérieur de la bouche.
- Un « monobloc » avance à la fois le front et la face.
- Une distraction progressive est utilisée dans certains cas pour placer graduellement les os libérés en bonne position.

## Correction de l'hypertélorisme - rapprochement et déplacement des orbites
Il s'agit de rapprocher les orbites (et les yeux) en réséquant la partie médiane élargie du nez.
Les orbites sont libérées par une ostéotomie circonférencielle.
Parfois, on va réaliser une « bipartition » avec une incision entre les incisives, qui va permettre d'écarter l'arcade dentaire supérieure et les cavités nasales en même temps que l'on rapproche les orbites.
Une excision de la base du nez qui présente une largeur excessive est d'abord pratiquée.
Les deux hémifaces sont rapprochées, ce qui agrandit l'arcade dentaire supérieure.
Quand l’articulé dentaire est normal et que les orbites ont un contour normal, une mobilisation horizontale des cadres orbitaires, après résection médiane, peut être alors la meilleure solution. Une incision osseuse horizontale est alors faite sous l’orbite, au-dessus des germes dentaires qui sont préservés.                
Parfois, il est possible de mobiliser uniquement les ¾ inférieurs des orbites, évitant ainsi un abord intracrânien.

## Asymétrie orbitaire, dystopie orbitaire
Selon les cas, on mobilisera uniquement une orbite pour l'amener au niveau voulu, ou bien, les deux orbites simultanément si un hypertélorisme est associé.